# Borja Iglesias
Borja Iglesias Quintas ([boɾxajˈɣlesjas]; * 17. ledna 1993) je španělský fotbalista, který hraje jako útočník za Celtu Vigo, kde je na hostování z Realu Betis, a španělskou reprezentaci.
V letech 2012–2013 hrál za C-tým Villarrealu. V letech 2013–2017 odehrál 144 zápasů za B-tým Celty Vigo, za A-tým odehrál ale pouze jeden zápas. V letech 2017–2018 byl na hostování v Zaragoze. V letech 2018–2019 hrál za Espanyol, od roku 2019 hraje za Real Betis. Z klubu byl v roce 2024 na hostování v Bayeru Leverkusen, od stejného roku hostuje v Celtě Vigo.
S Realem Betis vyhrál Copu del Rey 2021/22.
Za španělskou reprezentaci debutoval v roce 2022.